# 瑟凯 (匈牙利)
瑟凯，是匈牙利巴兰尼亚州所辖的一个村。总面积6.48平方公里，总人口127，人口密度19.6人/平方公里（2011年1月1日）。